# Feixa del Moro
La Feixa del Moro és un jaciment prehistòric que data del Neolític. Es troba prop del poble de Juberri, a la parròquia de Sant Julià de Loria, al Coprincipat d'Andorra. És considerat un jaciment de referència per la prehistòria dels Pirineus i més àmpliament del Mediterrani occidental.
És tracta d'un conjunt de tres tombes i estructures de caràcter domèstic. Destaca per l'estat de conservació dels esquelets enterrats en el seu interior, juntament amb ornaments, eines (espàtules, agulles, ...) i restes de fauna silvestre. Aquests elements tenen importància no només per ser dels jaciments amb més elements en tot l'est de la península ibèrica sinó també per la seva connexió amb altres jaciments arqueològics dels voltants. S'estima que alguns materials podrien venir de llocs tant distants com Barcelona o els Alps francesos.
Les intervencions successives realitzades entre 1983 i 1985 sobre un vessant de les valls andorranes per l'antic servei de recerca arqueològica del Patrimoni artístic nacional d’Andorra van conduir a la descoberta de la Feixa del Moro. Les excavacions dirigides per Xavier Llovera i Pere Canturri van permetre destacar-ne la importància. Tres dècades després un equip pluridisciplinari va conduir una intensa revisió de la documentació, així que un estudi profund de restes humanes i de mobiliari actualitzats, diversos anàlisis bioquímics i noves datacions sobre els individus exhumats.